# تسا بونوم
تسا بونوم (انگلیسی: Tessa Bonhomme؛ زادهٔ ۲۳ ژوئیهٔ ۱۹۸۵) بازیکن هاکی روی یخ اهل کانادا است.